# Landesgrundgesetz für das Fürstentum Schwarzburg-Sondershausen
Das Landesgrundgesetz für das Fürstentum Schwarzburg-Sondershausen war 1841 die zweite Verfassung des Fürstentums Schwarzburg-Sondershausen. Es handelte sich um eine Oktroyierte Verfassung.

## Geschichte
Artikel 13 der Deutschen Bundesakte schrieb vor, dass die Staaten des Deutschen Bundes eine landständige Verfassung erlassen sollen. Dies erfolgte jedoch in Schwarzburg-Sondershausen zunächst nicht. 1830 wurde die Landständische Verfassungsurkunde des Fürstentums Schwarzburg-Sondershausen als erste Verfassung eingeführt, aber bereits im Folgejahr wieder aufgehoben.
Nach dem Amtsantritt von Fürst Günther Friedrich Carl II. im Jahr 1835 begann ein Modernisierungsprozess im Fürstentum. Die beiden Kabinettsräte Friedrich Chop und Ferdinand Benjamin Busch, der Historiker Karl Heinrich Ludwig Pölitz und der Oberlandesgerichtsassessor Karl Christian Julius Ferdinand Pietzker beschäftigten sich in den Folgejahren im Auftrag des Fürsten mit der Erarbeitung einer neuen Verfassung. Diese Verfassung wurde als Landesgrundgesetz für das Fürstenthum Schwarzburg-Sondershausen vom 24. September 1841 in Kraft gesetzt und veröffentlicht.
Die Verfassung war ein sehr umfangreiches Werk mit 210 Paragraphen. Es enthielt umfangreiche Regelungen der Nachfolge des Fürsten, detaillierte Regelungen bezüglich Kammergut und Staatsgut, einen Grundrechtekatalog für die Untertanen, Regelungen über die Regierung (einschließlich der Möglichkeit der Ministerklage, §159), die Verwaltung, die Gemeinden und Kirchen und den neu geschaffenen Landtag.
Insbesondere die Trennung von Kammerkasse und Landeskasse waren dem Fürsten wichtig. Am gleichen Tag wie die Verfassung wurde dazu eine Ausführungsbestimmung, das fürstliche Patent, die Abtretung mehrerer zeither in die Kammerkasse geflossenen Einnahmen an das Land und einige andere Gegenstände betreffend vom 24. September 1841 erlassen.
Inhaltlich war diese Verfassung ihrer Zeit gemäß. Dennoch stieß sie (besonders unter dem Einfluss von Theodor Zimmermann) in der Schwarzburg-Sondershäuser Oberherrschaft auf Proteste. Diese verzögerten den Abschluss der Wahl zum ersten Landtag bis in den August.
Die Verfassungsdiskussion nach der Märzrevolution führte zu der Ablösung dieser Verfassung durch das neue Verfassungsgesetz für das Fürstentum Schwarzburg-Sondershausen vom 12. Dezember 1849.

## Nachweise
1. ↑  Veröffentlicht in Fürstlich Schwarzb. Regierungs- und Intelligenz-Blatt vom 29. Dezember 1849, Beilage.